# شارلوته آدامز
شارلوته آدامز (بالإنجليزية: Charlotte Adams)‏ هي متسلقة جبال أسترالية، (و. 1859  م).